# Rendering

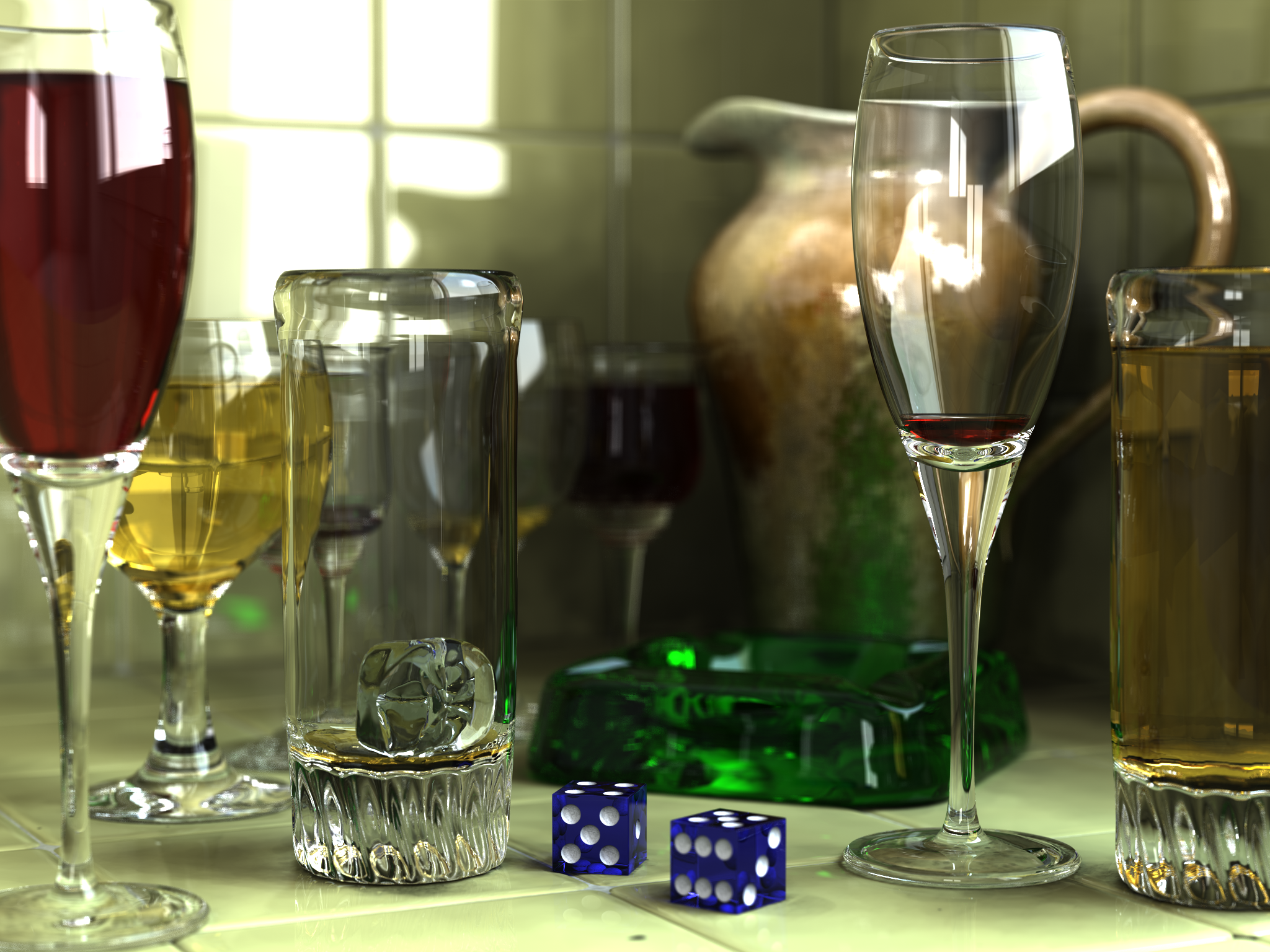
En bild genererad med raytracingprogrammet POV-Ray.

Rendering (engelska rendering, 'tolkning', 'givande', 'framställning', 'återgivande') är en teknik inom datorgrafik. Ordet syftar på den beräkning som ett datorprogram utför för att framställa en bild eller animering utifrån en 3D-modell.
3D-modellen kan vara en datafil som innehåller beskrivning av betraktarens, ljuskällors och olika 3D-objekts position och rörelser, samt objektens ytor, färg, reflektioner, refraktioner, material (plast, trä, metall, tyg), skärpedjup, rörelseoskärpa, linsöverstrålning och så vidare. Strålföljning (raytracing) är ett exempel på en algoritm för rendering. Vid större renderingar används datorkluster för att göra processen snabbare.
Fovea-styrd rendering (en foveated rendering) är en datorgrafikåtergivningsteknik, varvid man har VR-glasögon (vr-headset) med integrerad ögonspårare (eye tracking), för att därigenom utanför det aktuella blickfånget just då kunna minska arbetet med renderingen.
Rendering kan även beteckna beräkning av effekter vid videoredigering.
Inom industridesign och illustration betecknar rendering en teckning gjord med markerspritpennor och pulveriserad torrpastellkrita, uppblandad med barnpuder för att bli mjukare, vilken appliceras med bomullstuss. Detta för att skapa airbrushliknande delar i bilden, exempelvis reflektioner i bilar. Kan även bara vara en beteckning för att detaljera och släta ut penseldrag inom vilket målerimedium som helst. Termen är dock vanligast inom digitalt måleri.
En webbläsare har en renderingsmotor för webbmaterial som tolkar webbsidors HTML-representation, med flera filer, och beräknar var olika element ska placeras på sidan.